# Mere Brother Ki Dulhan
Pour plus de détails, voir Fiche technique et Distribution.
Mere Brother Ki Dulhan, aussi connu sous les abréviations MBKD, est une comédie romantique produite en 2011 de Bollywood. Ce film marque les débuts en tant que réalisateur et scénariste de Ali Abbas Zafar. Imran Khan, Katrina Kaif and Ali Zafar ont les rôles principaux. Ce film est produit et distribué par Yash Raj Films. La bande annonce a été lancée officiellement le 13 juillet 2011. Le film a été lancé le 9 septembre 2011. Malgré les critiques mitigées, le film a rencontré un grand succès.

## Synopsis
Quand Luv qui vit à Londres, joué par  Ali Zafar, a une rupture difficile avec sa fiancée, il insiste pour que Kush, joué par Imran Khan, lui trouve une épouse. Kush traverse toute l'Inde pour la trouver. Au départ, ils ne réussissent pas. Quand Kush trouve Dimple, jouée par Katrina Kaif, une fille qu'il a rencontrée précédemment et qui est assez libérée et extravertie. Kush décide que Dimple est la femme parfaite pour Luv. Après une rencontre par webcam, Dimple et Luv s'accordent sur le mariage.
Mais durant les préparatifs du mariage, Kush et Dimple réalisa qu'ils sont tombés amoureux l'un de l'autre. Ils décident de plusieurs plans pour pouvoir se marier mais leurs plans échouent à chaque fois. Kush, alors, appellent Piyali, l'ex-amie de Luv, jouée par Tara D’Souza et elle les rejoint à New Delhi. Luv réalise alors qu'il est toujours amoureux de Piyali et les deux s'échappent pour se marier en secret. Quand le père de Dimple, Dilip Dixit, joué par Kanwaljit Singh et le grand-père de Kush, joué par Parikshat Sahni découvre cela, pour protéger leur réputation, ils décident de marier Kush et Dimple. Pour accepter, Kush et Dimple ajoutent une condition que Luv et Piyali puissent revenir à la maison. Après le mariage, Kush et Dimple avouent à Luv la vérité qu'il accepte volontiers.

## Distribution
- Imran Khan, Kush Agnihotri ;
- Ali Zafar, Luv Agnihotri ;
- Katrina Kaif, Dimple Dixit ;
- Tara D’Souza, Piyali Patel ;
- Parikshat Sahni, Colonel Agnihotri ;
- Kanwaljit Singh, Mr Dilip Dixit ;
- Mohammed Zeeshan Ayyub, Shobhit ;
- Arfeen Khan, Ajay D. Dixit ;
- John Abraham, lui-même[1]

## Production

### Développement
« I always had this fear of writing till I picked up a pen and then, the words just flowed. Writing the 150 pages of my script marked the high point of my life. »

— Writer/Director Ali Abbas Zafar, 

« J'ai toujours eu peur d'écrire jusqu'à ce que je prenne un stylo et alors, les mots sont arrivés. Écrire les 150 pages du script ont marqué un point haut dans ma vie. »

Yash Raj Films annonce le projet, sans nom à ce moment, le 5 août 2010. Ali Abbas Zafar qui était un assistant réalisateur sur de nombreux productions de Yash Raj Films comme Jhoom Barabar Jhoom, Tashan, New York et Badmaash Company, fait ses débuts dans l'écriture et la direction avec ce film. Il a été décrit comme une comédie des erreurs par Imran Khan. Après Band Baaja Baaraat, c'est le deuxième film de suite de Yash Raj Films à être dirigé par un nouveau réalisateur qui était assistant réalisateur. Zafar est originaire de  Dehradun, où la plus grande partie de l'histoire est filmée. Après des années de travail avec Yash Raj Films, il fournit trois histoires d'amour au producteur Aditya Chopra, qui sélectionne Mere Brother Ki Dulhan, autorisant Zafar à écrire son script. Comme beaucoup de film de Bollywood, Mere Brother Ki Dulhan a souffert d’allégations que c'était un remake d'un film américain Coup de foudre à Rhode Island,. Ce film a aussi été comparé à une autre production plus ancienne de Yash Raj Films, Mere Yaar Ki Shaadi Hai.

### Casting
Imran Khan et Katrina Kaif jouent le couple romantique du film et leur participation a été annoncé dans le même communiqué de presse que l'annonce du film. C'est la première fois qu'ils jouent ensemble. Ils étaient retenus pour  7 Days In Paris avec comme réalisateur Sanjay Gadhvi, mais ce film a été reporté indéfiniment. Quelques publications ont dit que ce casting avait pour but pour Yash Raj Films de mettre fin à une série de flops et d'échecs au box office. C'est le premier film de Imran Khan avec Yash Raj Films. Katrina Kaif a déjà travaillé avec eux sur leur succès, New York, où  Ali Abbas Zafar était assistant réalisateur. Elle a pu participer au film grâce au report de Dostana 2 pour lequel elle s'était déjà engagée. Initialement, Riteish Deshmukh était prévu pour le rôle de Luv mais il a été remplacé par Ali Zafar. Ali Zafar, pas de lien avec le réalisateur avait reçu de bonnes critiques pour son premier film Tere Bin Laden et qui confirmera sa participation avec son compte Twitter. Zafar, un chanteur populaire, décrit son catsing comme "un rêve devenant réalité" et son rôle comme "parallel lead role". Le film met en scène une nouvelle actrice, Tara D'Souza un ancien modèle de Kingfisher.

### Tournage
Le tournage a commencé le 25 septembre 2010 et était prévu pour être fini en novembre. Le tournage commence à Delhi et Pataudi, avant de se déplacer à Chandigarh, Agra, Dehradun Mussoorie, Haridwar, Dhanaulti, Punjab et Himachal Pradesh pour un total de 45 jours de tournage dans le nord de l'Inde et finalement le tournage est terminé à Bombay. Jonglant entre le tournage de ce film et les dernières scènes de Tees Maar Khan et Zindagi Na Milegi Dobara, Kaif rejoignit l'équipe le 27 septembre.
Un incident intervient rapidement durant le tournage, le 29 septembre, quand l'équipe était en train de filmer au palais Pataudi (en). La scène, comique, qui est tournée, met en scène Imran Khan tirant Katrina Kaif vers lui tout en pointant un pistolet d'autres membres de l'équipe. Malheureusement, Khan a mal calculé son mouvement et le chargeur de son arme arrive dans le nez de Kaif qui se met à saigner abondamment.

« I am pretty bruised but the staff feels it's good luck for the film. But it was a funny scene so I think it was worth it »

— Katrina Kaif, 

« J'ai été écorché mais l'équipe pense que c'est un signe de bonne chance pour le film. Mais c'était une scène amusante donc je pense que ça valait le coup. »

« Please don't make it seem as if Imran was careless or something. These things happen. We were shooting one of the really madcap scenes where the actors' limbs acquire a life of their own. Imran's hand landed on my face »

— Katrina Kaif, 

« S'il vous plait ne faites pas passer Imran comme inatentionné ou quelque chose comme ça. Nous tournions une scène vraiment folle où un acteur met toutes ses tripes. La main d'Imran a atterri sur mon visage. »

Les médias ont parlé d'un autre incident début octobre durant une scène où le personnage de Kaif donne une gifle à celui de Khan. Kaif aurait bien voulu ne faire qu'une prise mais Khan insista pour faire seize prises pour que le réalisateur est un ensemble de gifles parmi lesquels choisir.
Katrina Kaif a été impliqué dans un autre incident, quelques semaines plus tard, pendant le tournage à Nabha. Ses cheveux ont été pris dans un ventilateur et c'est grâce à l'action rapide d'Ali Zafar que ce ne fut pas trop sérieux.
Le titre du film, Mere Brother Ki Dulhan, a été révélé le 2 octobre avec des photos du film.
Ali Zafar déclara que Katrina Kaif lui promit que si le film faisait plus de 600 millions de roupies indiennes au box office, elle ferait un clip avec lui.